# یک شب
فیلم یک شب اولین تجربه نیکی کریمی در مقام کارگردانی بود که در سال ۱۳۸۳ ساخته شد.
فیلم دربارهٔ دختری است به نام نگار که یک شب را در خیابان‌های تهران می‌گذراند و در این شب با سه مرد برخورد می‌کند که هر کدام داستان‌هایی از زندگی خود برای دختر می‌گویند.
نیکی کریمی برای این فیلم از بازیگرانی چون هانیه توسلی، عبدالرضا فخاری دولابی، سعید ابراهیمی‌فر، نادر ترکمن و مجید نظیمی آرانی استفاده کرده است.
این فیلم در بخش نوعی نگاه جشنواره فیلم کن حضور داشت.